# Benjamin Briggs
Benjamin Spooner Briggs (Massachusetts, 24 aprile 1835 – Oceano Atlantico, 25 novembre 1872) è stato un marinaio statunitense.
Era il capitano della Mary Celeste quando fu ritrovata, apparentemente abbandonata, il 4 dicembre 1872. Egli stesso, sua moglie Sarah, la figlia Sophia Matilda e tutto l'equipaggio scomparvero misteriosamente.